# NSSM 200

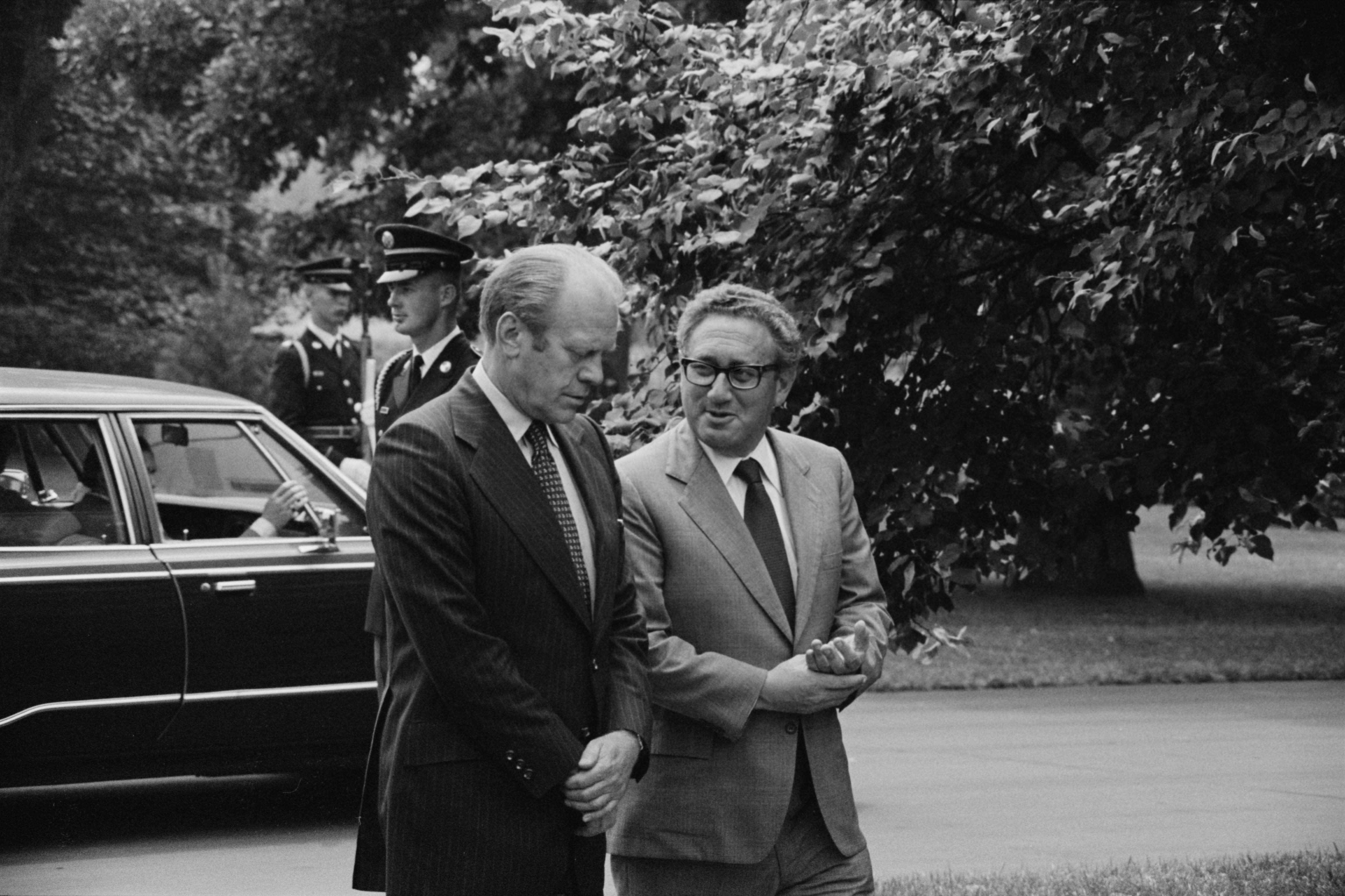
Ford y Kissinger conversando, en los terrenos de la Casa Blanca.

El Memorando de Estudio de Seguridad Nacional 200: Implicaciones del Crecimiento de la Población Mundial para la Seguridad de EE.UU. e intereses de ultramar (en inglés: National Security Study Memorandum 200: Implications of Worldwide Population Growth for U.S. Security and Overseas Interests, NSSM200), también conocido como Informe Kissinger, se completó el 10 de diciembre de 1974 por el  Consejo de Seguridad Nacional de los Estados Unidos bajo la dirección de Henry Kissinger. Fue adoptado como política oficial de EE. UU. por el presidente Gerald Ford en noviembre de 1975. Estaba clasificado, pero más tarde se desclasificó y fue obtenido por investigadores en la década de 1990.

## Tesis
La tesis básica de la exposición fue que el crecimiento de la población en los países menos desarrollados (PMA) representaba una preocupación de seguridad nacional de EE. UU., ya que incrementaría el riesgo de disturbios civiles e inestabilidad política en los países que tenían un alto potencial para el desarrollo económico. La política da "máxima importancia" a las medidas de control poblacional, y a la promoción de la anticoncepción entre países muy poblados, para controlar el rápido crecimiento poblacional, que los EE. UU. considera perjudicial para el crecimiento sociopolítico y económico de estos países y de los intereses nacionales de EE. UU., ya que la "economía de los EE.UU. requerirá grandes y crecientes cantidades de minerales del extranjero", y estos países pueden producir fuerzas desestabilizadoras de oposición en contra de Estados Unidos. Recomienda a los líderes de EE. UU. "influir en los líderes nacionales" y que "un mejorado apoyo mundial a los esfuerzos relacionados con la población, debe buscarse a través de un mayor énfasis en los medios de comunicación masiva y otros programas de educación y motivación de la población, por la ONU, USIA y la USAID."
Trece países se nombran en el informe como problemáticos respecto a los intereses de seguridad: India, Bangladés, Pakistán, Indonesia, Tailandia, Filipinas, Turquía, Nigeria, Egipto, Etiopía, México, Colombia y Brasil. Se prevé que estos países formen el 47% del crecimiento total de la población mundial.
El informe aboga por la promoción de la educación y los métodos anticonceptivos y otras medidas de control poblacional, como el aborto inducido. Además, se plantea la cuestión de si los EE. UU. debe considerar asignar preferencialmente los alimentos excedentes a los estados que sean considerados más constructivos en el uso de medidas de control poblacional.
Algunas de las ideas clave del informe son controvertidas:
"La economía EE.UU. requerirá abundante y crecientes minerales extranjeros, especialmente de países menos desarrollados [ver Comisión Nacional Política Materiales Una política Materiales Nacional: Datos Básicos y Cuestiones abril 1972]. Este hecho da mayor interés a EE.UU. en la estabilidad política, económica y social de los países proveedores. Dondequiera que una disminución de las presiones poblacionales, a través de la reducción de la tasa de natalidad, puede aumentar las posibilidades de dicha estabilidad, la política demográfica se hace relevante para los suministros de recursos y para los intereses económicos de los Estados Unidos. . . . La ubicación de reservas conocidas de minerales de grado superior favorece la creciente dependencia de todas las regiones industrializadas en las importaciones procedentes de los países menos desarrollados. Los verdaderos problemas de suministros de minerales se encuentran, no en suficiencia física básica, sino en las cuestiones político-económicas de acceso, las condiciones para la exploración y explotación, y la división de los beneficios entre los productores, los consumidores y los gobiernos del país de acogida "[Capítulo III-Minerales y combustible].
Ya sea a través de la acción del gobierno, los conflictos laborales, sabotaje, o disturbios civiles, el flujo continuo de materiales necesarios se verá en peligro. Aunque la presión poblacional no es el único factor involucrado, este tipo de frustraciones son mucho menos probables en condiciones de crecimiento demográfico lento o nulo "[Capítulo III-Minerales y Combustibles].
"Las poblaciones con una alta proporción de crecimiento. Los jóvenes, que se encuentran en proporciones mucho más altas en muchos países menos desarrollados, es probable que sea más volátil, inestable y propenso a los extremos, la alienación y la violencia que una población de mayor edad. "Estos jóvenes pueden ser persuadidos más fácilmente para atacar a instituciones legales del gobierno, o bienes inmuebles del 'establishment', 'imperialistas, corporaciones multinacionales, u otras frecuentes influencias extranjeras culpadas por sus problemas" [Capítulo V, "Implicaciones de las presiones de población para la Seguridad Nacional].
"Hay que tener cuidado de que nuestras actividades no deben dar la impresión a los PMD de ser una política de un país industrializado, dirigida contra los países menos desarrollados. Se debe tener cuidado de que en cualquier acercamiento en este campo, apoyamos a los países menos adelantados y que son los que podemos apoyar en este país . Los líderes del "Tercer Mundo" deben estar a la vanguardia y obtener crédito para programas exitosos. En este contexto, es importante demostrar a los líderes de los PMD que tales programas de planificación familiar han funcionado y pueden funcionar dentro de un período razonable de tiempo". [Capítulo I, las tendencias demográficas mundiales]
El informe aconseja: "En estas relaciones sensibles, sin embargo, es importante tanto en estilo como en sustancia evitar el aspecto de coacción."